# Герб комуни Борґгольм
Герб комуни Борггольм (швед. Borgholms kommunvapen) — символ шведської адміністративно-територіальної одиниці місцевого самоврядування комуни Борггольм.

## Історія
Герб міста Борггольм отримав королівське затвердження 1947 року. 
Після адміністративно-територіальної реформи, проведеної в Швеції на початку 1970-х років, муніципальні герби стали використовуватися лишень комунами. Цей герб був перебраний для нової комуни Борггольм.
Герб комуни офіційно зареєстровано 1982 року.

## Опис (блазон)
У синьому полі над відділеною хвилясто срібною основою синій Борггольмський замок. 

## Зміст
Срібна хвиляста основа вказує, що комуна розташована на острові Еланд й омивається Балтійським морем. Споруда символізує Борггольмський замок, від якого тепер залишилися руїни. 